# RTL Kettő
Az RTL Kettő – korábbi írásmód: RTL II – az RTL Csoport humorcsatornája, ami 2012. október 1-jén indult magyar nyelvű kereskedelemi csatornaként. Legfőbb vetélytársa a TV2 Comedy és a Viasat 6.
A csatorna reklámidejét az RTL Saleshouse értékesíti, bemondója Bertalan Ágnes.

A csatorna 2022. november 20-ig használt logója RTL II-ként

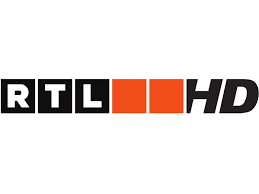
HD felbontást jelző logó RTL II-ként

## Története

### RTL II-ként (2012–2022)
2011. december 16-án  az RTL Group levédette az "RTL II" nevet a Szellemi Tulajdon Nemzeti Hivatalánál. Ugyanabban az évben tervbe vették, hogy RTL II néven indítanak egy második csatornát, a Németországban sikeres RTL II (jelenleg RTL Zwei) mintájára, melynek indulását 2012. február 14-én jelentették be. Az új adó az eredeti tervek szerint a Prizma TV (jelenleg RTL Három), a Sorozat+ vagy esetleg a Reflektor TV helyén indult volna, végül önálló helyen indult. Szintén az év tavaszán indult el a honlapja is, amely a csatorna előzeteseit is feltüntette. 2012 szeptember elején, egy hónappal az indulás előtt elindult a visszaszámlálás, amelyet ugyanebben a hónapban csatornaelőzetesek is kísértek. Az RTL II 2012. október 1-én 14:00-kor kezdte meg rendszeres adását, ez a pillanat az RTL többi csatornáján is látható volt. A saját gyártású anyagok a műsorkínálat 20%-át teszik ki. Ízelítőül az RTL Klub RTL II-napot tartott 2012. szeptember 30-án 19:00-tól, ahol az I Love Gjoni, a Heti Hetes és a Forró nyomon első adását adták le.
A csatorna az RTL után az RTL Group második legfontosabb csatornája. 2013. január 1-jétől 2016. december 31-ig az RTL Saleshouse (akkori nevén R-time) a reklámidejét RTL3 nevű modellben értékesítette, így a reklámblokkok egyidőben futottak az RTL II-n, a Coolon és a Film+-on is. Így például, ha az RTL II-n éppen fogkrémreklám ment, akkor a Coolon és a Film+-on is pont ugyanaz volt látható. 2016-ban megszűnt az RTL3, miután a nézők arra panaszkodtak, hogy sokszor a reklámblokkok egy mondatot szakítanak félbe.
2014 októberében a DIGI és az RTL megállapodott a csatorna továbbításáról műholdon és digitális kábelhálózaton keresztül.
2014. december 1-jétől volt elérhető a szolgáltatók számára teszt jelleggel a csatorna HD minőségű verziója, amely 2015 újév napján vált hivatalossá.
A csatornát 2014 szilveszterig a Magyar RTL Televízió Zrt. romániai leányvállalata üzemeltette, 2015 óta a luxemburgi CLT-UFA nevű RTL-cég fennhatósága alatt működik. Mivel külföldön van bejegyezve, így nem a magyar Nemzeti Média- és Hírközlési Hatóság (NMHH) felügyeli, és nem kell műsorszórási díjat sem fizetnie. A saját gyártású műsorok nagy részét a költözés ellenére is Magyarországon készítik. 2015. márciusától az új székhely ellenére az RTL kábelcsatornái a magyar korhatár-besorolásokat használják.
2015 és 2018 között az első választás joga az RTL II-é volt az UEFA Európa Liga közvetítésében, ebben az időszakban azonban nem jutott magyar klub a 48-48 fős csoportkörökbe. A mérkőzések kommentátora Léderer Ákos, a stúdióadás szakmai és műsorvezetője Világi Péter volt. Az RTL Magyarország 2021-ben új közvetítési jogokat vásárolt az Európa Ligára és az új Konferencia Ligára, de a találkozók otthona már nem az RTL II, hanem az élő sporteseményeket korábban egyáltalán nem sugárzó RTL+ (jelenleg RTL Három) lett.

### RTL Kettőként (2022–)
2022. szeptember 2-án a cég bejelentette a csatorna átnevezését, illetve az arculatváltását. A csatorna 2022. november 20-án 05:00-tól RTL Kettő néven sugároz tovább, amely átvette az anyacsatorna (ezzel együtt a német RTL) arculatát, melyet a Paprika Studios készített.
2023. október 26-án Szabó Balázs, az RTL Magyarország tartalomkezelési vezérigazgató-helyettese a Big Picture konferencián jelentette be, hogy az RTL Kettőt 2023 végén átalakítják másodlagos szórakoztató csatornából humorcsatornává. A csatorna 2023. december 18-tól (elsősorban szitkomokat sugárzó) humorcsatornaként működik tovább. Ezzel a Gyanú árnyékában és a Segítség, bajban vagyok! ismétlései a Sorozatklubra, a ValóVilág következő évada az RTL+-ra és a Cool TV-re, míg az Éjjel-Nappal Budapest cimű sorozatának ismétlése pedig az RTL Gold-ra kerültek.
2024. október 18-án hajnali 5-kor újabb arculatváltás történt. Ennek az arculatnak a felépítése jobban hasonlít a holland RTL-hez, mint az anyaadóé (amely inkább a német RTL-től vett inspirációt); itt a reklám- és ajánlóidentekben egy-egy animációt mutatnak be egy szitkom forgatásának folyamatából, ami a csatorna 2023 decembere óta használt tematikájára utal.

## Vétel
A szolgáltatók számára a műholdas elosztást a román ESS sugározta a Thor 6 műholdról.
Műsora szinte az összes szolgáltató csomagjában megtalálható: Telekom, Yettel, One kábelen is fogható.

## Saját gyártású műsorok

### Jelenlegi műsorai
| Műsor címe               | Bemutató          | Évad     | Státusz  | Premier műsorsáv | Forrás |
| ------------------------ | ----------------- | -------- | -------- | ---------------- | ------ |
| Showder Klub             | 2015. március 23. | 34. évad | függőben |                  |        |
| A Showder Klub bemutatja | 2017. március 27. | 7. évad  | függőben |                  |        |

### Befejezett műsorok

#### Szkriptelt sorozatok
| Sorozat címe    | Bemutató          | Évadok száma | Epizódok száma | Megjegyzés |
| --------------- | ----------------- | ------------ | -------------- | ---------- |
| butiquehotel.hu | 2015. október 14. | 1            | 13             |            |
| Oltári csajok   | 2017. október 28. | 1            | 101            |            |

#### Főműsoridős show-műsorok
| Műsor címe                                 | Bemutató             | Megjegyzés               |
| ------------------------------------------ | -------------------- | ------------------------ |
| A gyanú árnyékában                         | 2017. február 6.     |                          |
| Beugró                                     | 2017. október 27.    |                          |
| Éjjel-nappal Budapest                      | 2019. február 18.    |                          |
| Egy este...                                | 2012. november 25.   |                          |
| Hagyjál főzni!                             | 2016.                |                          |
| Heti Hetes                                 | 2012. október 7.     |                          |
| I Love Gjoni                               | 2012. szeptember 30. |                          |
| Konyhafőnök Junior                         | 2015. november 9.    |                          |
| Legyen Ön is milliomos!                    | 2012. október 1.     | A TV2-n folytatódott     |
| Nagyszám! – 100 dal, amit egy ország dúdol | 2014. szeptember 13. |                          |
| NőComment!                                 | 2021. november 14.   |                          |
| Partyzánok                                 | 2015.                |                          |
| Pimaszúr átcuccol                          | 2016.                |                          |
| Segítség, bajban vagyok!                   | 2013. február 18.    |                          |
| Szelfi                                     | 2015.                |                          |
| Szombat esti láz                           | 2013. március 19.    |                          |
| Való Világ                                 | 2014. január 12.     | Az RTL+ -on folytatódott |

#### Rövid nem-szkriptelt/egyéb műsorok
| Műsor címe                | Bemutató            | Megjegyzés                      |
| ------------------------- | ------------------- | ------------------------------- |
| AfterX                    | 2014. szeptember 6. | Az X-Faktor kísérőműsora        |
| Az első millióm története | 2013.               | Az RTL Klubon folytatódott      |
| BeleValóVilág             | 2014. január 12.    | A Való Világ kísérőműsora       |
| Forró nyomon              | 2012. október 3.    |                                 |
| Gazdálkodj okosan!        | 2013. február 21.   |                                 |
| Jön a baba                | 2017. november 18.  | A Spektrum Home-on folytatódott |
| Magyarul Balóval          | 2015. február 5.    |                                 |
| Péntektől péntekig        | 2013. február 22.   |                                 |
| RTL II Híradó             | 2012. október 1.    |                                 |

#### Sportmérkőzések
| Műsor címe       | Bemutató             | Megjegyzés |
| ---------------- | -------------------- | ---------- |
| UEFA Európa Liga | 2015. szeptember 17. |            |

## Korábbi műsorvezetők
| Műsorvezető             | Műsorai                                               |
| ----------------------- | ----------------------------------------------------- |
| Aurelio Caversaccio     | BeleValóVilág                                         |
| Balázs Mercédesz        | BeleValóVilág                                         |
| Baukó Éva               | BeleValóVilág                                         |
| Csobot Adél             | BeleValóVilág                                         |
| Csonka András           | Szombat esti láz                                      |
| Fördős Zé               | Konyhafőnök Junior                                    |
| Friderikusz Sándor      | Legyen ön is milliomos                                |
| Gáspár Győző            | BeleValóVilág                                         |
| Hadas Kriszta           | Jön a baba                                            |
| Istenes Bence           | ValóVilág, Péntektől Péntekig, AfterX, Hagyjál főzni! |
| Jáksó László            | Heti Hetes                                            |
| Kamarás Norbert         | BeleValóVilág                                         |
| Kovalcsik Ildikó (Lilu) | Való világ, Szombat esti láz                          |
| Liptai Claudia          | NőComment!                                            |
| Máté Krisztina          | Forró Nyomon, Az első millióim története, Egy este…   |
| Nádai Anikó             | ValóVilág                                             |
| Nagy Feró               | Partyzánok                                            |
| Papp Gergely            | Pimaszúr átcuccol                                     |
| Puskás Peti             | ValóVilág                                             |
| Rábai Balázs            | RTL II Híradó                                         |
| Schumacher Vanda        | ValóVilág                                             |
| Szabados Ágnes          | RTL II Híradó                                         |
| Szabó Zsófi             | After X                                               |
| Vastag Csaba            | Péntektől péntekig                                    |
| Világi Péter            | UEFA Európa Liga                                      |